# Quartier Saint-Merri
Le quartier Saint-Merri est le 13e quartier administratif de Paris, situé dans le 4e arrondissement.

## Situation et accès
Situé sur la Rive droite, ce quartier du cœur de Paris est délimité au nord, en jouxtant le quartier Sainte-Avoye du 3e arrondissement, par la rue Rambuteau ; à l'est, en jouxtant le quartier Saint-Gervais du 4e arrondissement, par les rues des Archives et de Lobau ; au sud par l'axe du grand bras de la Seine qui le sépare d'une partie de l'île de la Cité située dans le quartier Notre-Dame du 4e arrondissement et enfin, à l'ouest, en jouxtant le quartier des Halles du 1er arrondissement, la limite passe par l'axe de la partie nord du pont au Change, la voirie orientale de la place du Châtelet puis le boulevard de Sébastopol. 

## Origine du nom
Le quartier est nommé en l'honneur de l'abbé saint Merry, ermite et moine  au VIIe siècle, à qui l'église Saint-Merri est dédiée. 

Localisation administrative du quartier dans le 4e arrondissement actuel.
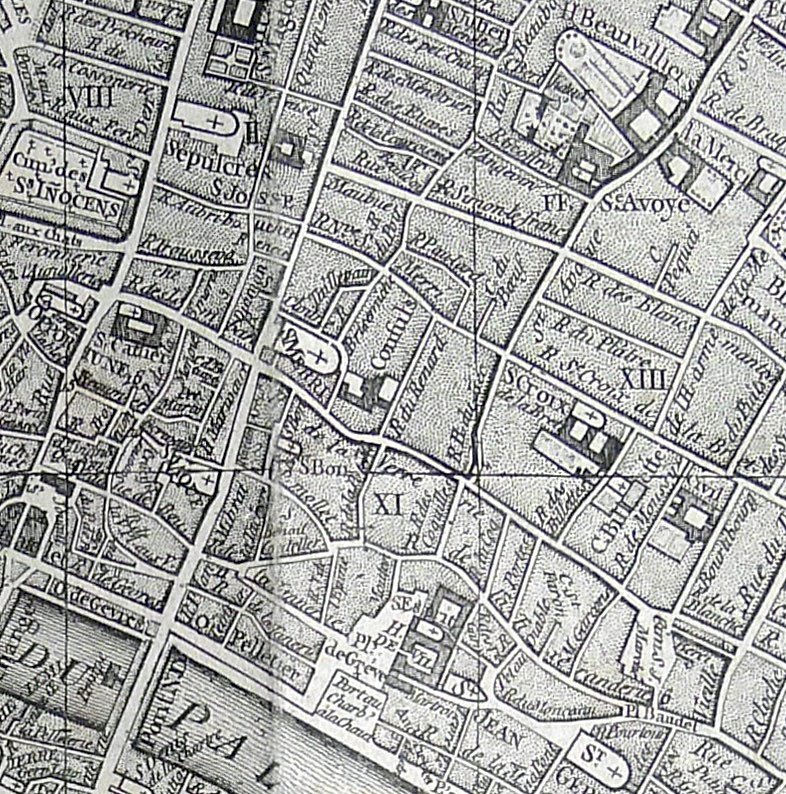
Les pourtours de l'église Saint-Merri sur le plan de Vaugondy (1760).

## Historique
Le monceau Saint-Merri sur lequel s'est établie l'église Saint-Merri est, avec le monceau Saint-Germain l'Auxerrois, le monceau Saint-Gervais et le monceau Saint-Jacques, l'une des buttes les plus proches de la Seine et de l'Île de la Cité, entourées par des terrains marécageux (d'où l'appellation de Marais) inondés par le fleuve, où se firent, au cours du Haut Moyen Âge, les premières implantations sur la rive droite de Paris.
En 1702, suivant le bornage des vingt quartiers de Paris, l'église Saint-Merri se situe à la limite sud du quartier de Saint-Martin (10e). Les pourtours de l'église se répartissent entre ce quartier au nord et ceux de Sainte-Avoye (13e) à l'est, la Grève (11e) au sud, Saint-Jacques-de-la-Boucherie (2e) à l'ouest.
En 1790, lors de la subdivision en 48 sections de Paris, l'église Saint-Merri se situe à la limite sud de la section de Beaubourg (27e). Les rues alentour se répartissent entre cette section au nord et celles du Roi-de-Sicile (28e) à l'est, de l'Hôtel-de-Ville (36e) au sud-est, des Arcis (25e) au sud, des Lombards (22e) à l'ouest. En 1795, ces sections sont distribuées entre les anciens arrondissements du VIe, VIIe et IXe.
En 1850, les quartiers sont réorganisés. Le quartier Saint-Merri est créé.
En 1860, le nouveau découpage de Paris en 20 arrondissements, et 80 quartiers, fixe le quartier Saint-Merri dans la configuration toujours en vigueur au XXIe siècle.
En 1884, le quartier est peuplé de 26 301 habitants dont 4 887 sont inscrits sur les listes électorales, il est décrit comme possédant : « le commerce de la droguerie, des produits chimiques, des denrées coloniales en gros, de la bonbonnerie et des liqueurs, occupe […] de nombreux ouvriers et employés. Dans la rue du Temple et aux abords, se trouvent les fabriques de chapellerie et d'apprêts pour modes. Reste encore au centre du quartier Saint-Merri, un affreux débris du vieux Paris ».
Au début du XXe siècle, une partie du quartier Saint-Merri est englobé dans l'îlot insalubre no 1.
Partiellement piétonnier, il est aujourd'hui un des principaux quartiers touristiques de Paris en raison notamment de la présence du centre Georges-Pompidou dit aussi Beaubourg et de nombreux commerces, et aussi parce qu'il est situé entre le quartier des Halles, au centre du réseau de transport en commun de la capitale, et le Marais.

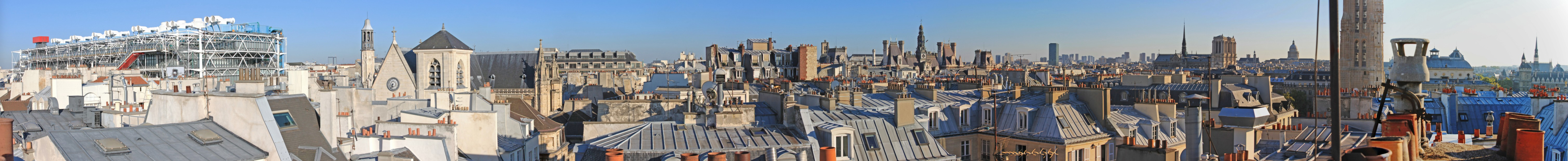
Vue depuis un toit du quartier, avec l'église Saint-Merri.

## Principaux sites

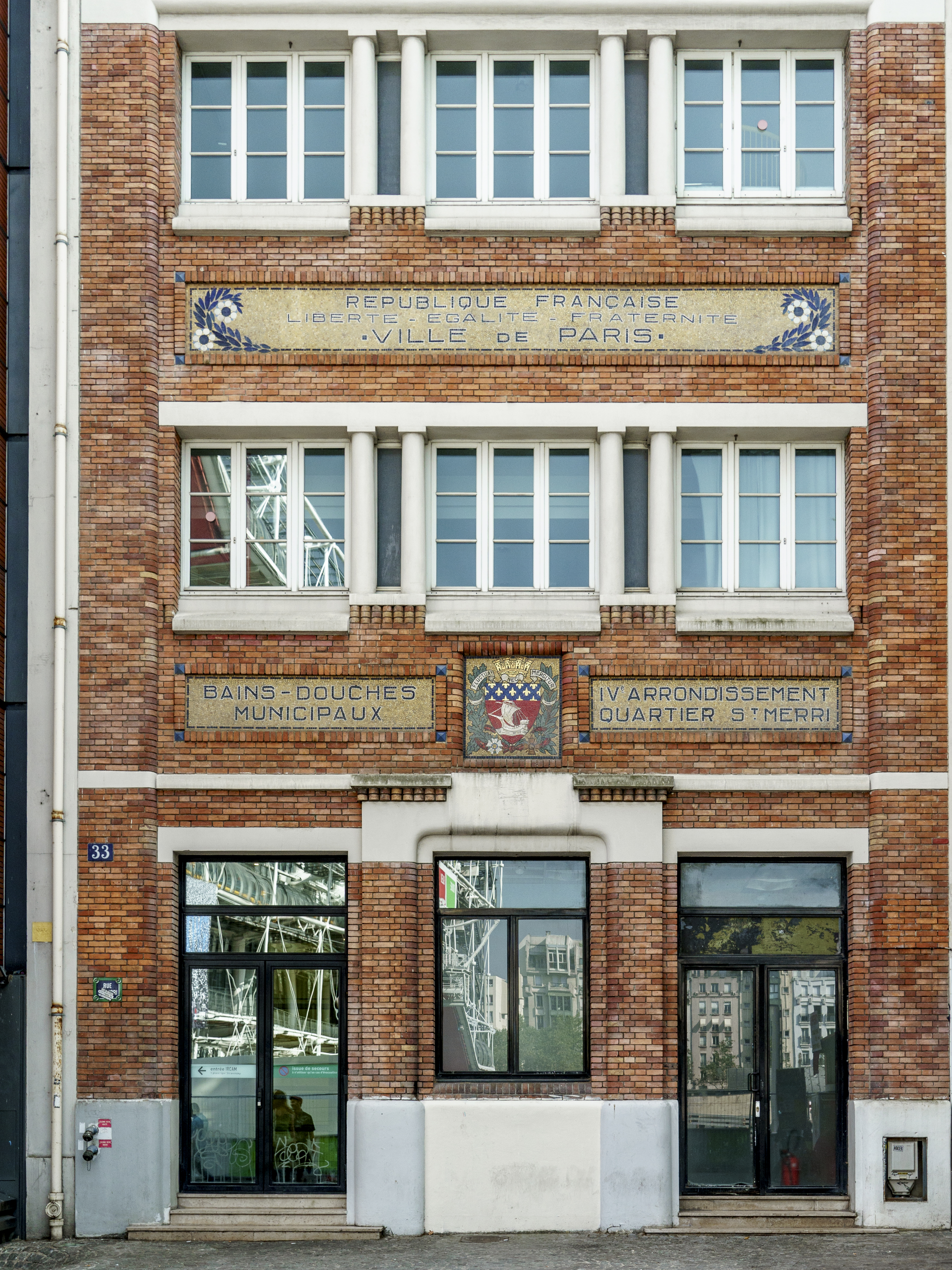
Anciens bains-douches, au 33, rue Saint-Merri.

- Bazar de l'Hôtel de Ville (officiellement Le BHV Marais depuis 2013).
- Centre national d'art et de culture Georges-Pompidou :
  - Bibliothèque publique d'information ;
  - Institut de recherche et coordination acoustique/musique ;
  - Musée national d'Art moderne.
- Église Saint-Merri ;
- Fontaine Stravinsky ;
- Hôtel de ville de Paris ;
- Théâtre de la Ville – Sarah-Bernhardt ;
- Tour Saint-Jacques.